# قناع ن95
قناع N95 أو جهاز التنفس الصناعي N95 هو جهاز تنفس من الوجه مرشح الجسيمات ويفي بالمعهد الوطني الأمريكي للسلامة والصحة المهنية (NIOSH) N95 لتصنيف ترشيح الهواء، مما يعني أنه يقوم بترشيح 95% على الأقل من الجسيمات المحمولة جواً. ولا يتطلب هذا المعيار أن تكون الكمامة مقاومة للزيت؛ بينما يضيف معيار آخر، وهو P95، هذا المطلب. يعد النوع N95 هو أكثر كمامة من الكمامة الخارجية التي تعمل بتنقية الجسيمات شيوعًا. وهو مثال على جهاز التنفس الصناعي الخاص بالفلتر الميكانيكي، والذي يوفر الحماية ضد الجسيمات وليس ضد الغازات أو الأبخرة.
تعتبر الكمامات N95 مكافئة وظيفيًا لبعض الكمامات التي يتم تنظيمها في ظل مناطق اختصاص قضائي غير أمريكية، مثل الكمامات التي تعمل بالتماثل المالي الكامل والنهائي التام P2 التابعة للاتحاد الأوروبي والكمامات التي تعمل بالتماثل في الكمامات الكومبية الوطنية في الصين. ومع ذلك، يتم استخدام معايير مختلفة قليلاً للتصديق على أدائها، مثل كفاءة المرشح، وعامل الاختبار ومعدل التدفق، وانخفاض الضغط المسموح به.
يتطلب قناع N95 شبكة دقيقة من ألياف البوليمر الصناعي، والمعروفة أيضًا بقماش بوليبروبيلين غير المحبوك، والذي يتم إنتاجه من خلال عملية تسمى نفخ الذوبان الذي يشكل طبقة الترشيح الداخلية التي تقوم بتصفية الجسيمات الخطرة.
اختبار الملاءمة هو مكون مهم لبرنامج حماية التنفس عندما يستخدم العمال الكمامة المحكمة. يتطلب OSHA اختبار التركيب الأولي لجهاز التنفس الصناعي لتحديد الطراز المناسب، والطراز، والكنفس المقاس المناسب لكل عامل، فضلاً عن اختبارات التركيب السنوية. بالإضافة إلى ذلك، تتطلب أجهزة التنفس ذات التركيب المحكم، بما في ذلك N95، فحص مانع تسرب المستخدم في كل مرة يتم فيها تشغيل الجهاز. سيتسبب شعر الوجه في منطقة منع التسرب الخاصة بالتنفس في تسربها.
تتطلب أجهزة التنفس الاصطناعي تقييمًا طبيًا قبل الاستخدام لأنها قد تجعل التنفس أكثر صعوبة. بعض الحالات التي يمكن أن تمنع استخدام جهاز التنفس الصناعي تشمل حالات القلب، وأمراض الرئة، والظروف النفسية مثل رهاب الأماكن المغلقة. في الولايات المتحدة الأمريكية التقييم الطبي مطلوب مرة واحدة، قبل اختبار اللياقة الأولية والاستخدام، على الرغم من أنه قد يلزم تكرارها إذا لوحظ وجود أي علامات أو أعراض معاكسة.
وبالنسبة للأشخاص الذين لا يتمتعون بمؤهلات طبية من أجهزة التنفس الاصطناعي التي تعمل بضغط سلبي، أو الذين لا يستطيعون اجتياز اختبار الملاءمة بسبب شعر الوجه أو لأسباب أخرى، فإن جهاز التنفس الصناعي الكهربائي الذي يعمل بتقنية تنقية الهواء هو البديل المحتمل.

## في الصناعة
تم تصميم أجهزة التنفس N95 في الأصل للاستخدام الصناعي في قطاعات مثل التعدين والبناء واللوحات. كما ثبت أنها فعالة كحماية ضد الجسيمات النانوية المصممة هندسياً.:12-14
وفقًا لمنطق تحديد جهاز التنفس الصناعي NIOSH، الكمامات المزودة بمرشحات في N، R، ويوصى باستخدام الفئة P لتركيزات الجسيمات الخطرة التي تزيد عن حد التعرض المهني ذي الصلة ولكنها أقل من الخطر الفوري على مستوى الحياة أو الصحة وأقصى تركيز للاستخدام لدى الجهة المصنعة، وذلك رهنا بوجود عامل حماية مخصص كاف لجهاز التنفس الصناعي.
لا تكون الكمامات من السلسلة n، بما في ذلك قناع N95، فعالة إلا في حالة عدم وجود جزيئات الزيت، مثل مواد التشحيم، أو سوائل القطع، أو الغليسرين. بالنسبة للمواد التي تشكل خطرًا على العينين، يوصى باستخدام جهاز تنفس مزود بعينية كاملة الوجه أو خوذة أو غطاء. وهي غير فعالة أثناء مكافحة الحرائق، أو في الجو الذي يعاني من نقص الأكسجين، أو في جو غير معروف؛ وفي هذه الحالات، يوصى باستخدام جهاز تنفس ذاتي الاحتواء بدلاً من ذلك. وهي غير فعالة ضد الغازات أو الأبخرة الخطرة، والتي يوصى باستخدام جهاز تنفس خاص بالخرطوشة.
في البيئات الصناعية حيث التعرض للأمراض المعدية لا يمثل مصدر قلق، يمكن للمستخدمين ارتداء وإعادة استخدام جهاز تنفس من المنظار الفلترة حتى تتلف أو تلوثت أو تتسبب في زيادة مقاومة التنفس بشكل ملحوظ، ما لم تكن هناك مدة استخدام محددة من قبل الجهة المصنعة. بيد أنه في المختبرات التي توجد في المستوى 2 وأعلى من السلامة البيولوجية، يوصى بالتخلص من الكمامات كنفايات خطرة بعد استخدام واحد.

## في الرعاية الصحية
الكمامات التي تستخدم في الرعاية الصحية هي عادة متغير محدد يسمى الكمامة الجراحية، والتي يوافق عليها المعهد الوطني لبكمامة ويطهرها من قبل إدارة الغذاء والدواء كجهاز طبي مماثل للقناع الجراحي. ويمكن أيضًا تسمية هذه «جراحي N95» أو «أجهزة التنفس الطبية» أو «أجهزة التنفس الصحية». وكجزء من قانون الاستجابة لفيروس تاجيروتا الأول للأسر، أدخلت تغييرات على قوانين المسؤولية والشهادات للسماح باستخدام الكمامات الصناعية في بيئات الرعاية الصحية، استجابة لنقص الكمامات أثناء وباء COVID-19.
في الولايات المتحدة، تتطلب إدارة السلامة والصحة المهنية (OSHA) من العاملين في مجال الرعاية الصحية الذين يتوقع منهم القيام بأنشطة صبورة مع المشتبه فيهم أو الذين تأكد إصابتهم بـ COVID-19 لارتداء حماية الجهاز التنفسي، مثل جهاز التنفس الصناعي N95. وتوصي مراكز السيطرة على الأمراض باستخدام أجهزة التنفس الاصطناعي التي لا تقل شهادة ن95 لحماية المرتدي من استنشاق الجسيمات المعدية بما في ذلك مرض السل الفيوم، وإنفلونزا الطيور، ومتلازمة الالتهاب الرئوي الحاد (سارس)، والإنفلونزا الوبائية، والإيبولا.
وعلى عكس جهاز التنفس الصناعي، فإن القناع الجراحي مصمم لتوفير الحماية من القطرات ولا يحتوي على مانع تسرب محكم من الهواء وبالتالي لا يحمي جهاز الارتجال من الجسيمات المحمولة جواً مثل مواد الفيروس بنفس الدرجة.

### استخدم خلال النقص
أثناء حالات الأزمات حيث يوجد نقص في أجهزة التنفس N95، مثل وباء COVID-19، أوصت مراكز مكافحة الأمراض والوقاية منها في الولايات المتحدة باستراتيجيات لتحسين استخدامها في بيئات الرعاية الصحية. يمكن استخدام الكمامات N95 خارج فترة الصلاحية المحددة من قبل الجهة المصنعة، على الرغم من أن مكونات مثل الأشرطة ومواد جسر الأنف قد تتحلل، مما يجعل من المهم بشكل خاص أن يقوم مرتدي الكُتم بإجراء فحص منع التسرب المتوقع. يمكن إعادة استخدام أجهزة التنفس N95 مرات محدودة بعد إزالتها، طالما لم يتم استخدامها أثناء إجراءات توليد الهباء الجوي ولم يتم تلوثها بسوائل المرضى الجسدية، على الرغم من أن ذلك يزيد من خطر تلوث السطح بمسببات الأمراض.قد توصي الجهة المصنعة لجهاز التنفس الصناعي بالحد الأقصى لعدد الحمار أو الاستخدامات؛ وإذا لم يتوفر أي توجيه من الجهة المصنعة، فإن البيانات الأولية تشير إلى الحد من استخدام الجهاز بخمس مرات. ويمكن استخدام الكمامات التي يتم اعتمادها بموجب معايير مستخدمة في بلدان أخرى مماثلة للكمامات غير المشفِّية N95 المعتمدة من قبل المعهد الوطني للإبساعات العمل الوطنية، بما في ذلك الكمامات التي ينظمها الاتحاد الأوروبي من المستوى المالي والنهائي/P3.
ووفقا لما ذكره المعهد الوطني للاوكمامات، يمكن استخدام الكمامات في حالات الازمات إذا لم يكن اختبار ملاءمة الكمامات القياسية متاحا، لان الكمامة سوف توفر حماية أفضل من القناع الجراحي أو لا يوجد قناع. في هذه الحالة، تتضمن أفضل الممارسات للحصول على مانع تسرب جيد للوجه تجربة نماذج أو أحجام مختلفة، باستخدام مرآة أو مطالبة أحد الزملاء بالتحقق من ملامسة جهاز التنفس الصناعي للوجه وإجراء فحوصات متعددة لسدادات منع التسرب الخاصة بالمستخدم.
ولأن الإمدادات العالمية من معدات الوقاية الشخصية (PPE) غير كافية أثناء انتشار الوباء، فإن منظمة الصحة العالمية توصي بتقليص الحاجة إلى معدات الحماية الشخصية من خلال الطب عن بُعد، والحواجز المادية مثل النوافذ الواضحة، الأمر الذي لا يسمح إلا لأولئك المشاركين في الرعاية المباشرة بدخول غرفة بها مريض من نوع COVID-19، استخدام معدات الوقاية الشخصية (PPE) اللازمة فقط للمهمة المحددة، ومواصلة استخدام نفس جهاز التنفس الاصطناعي دون إزالته مع الاهتمام بالمرضى المتعددين الذين لديهم نفس التشخيص ومراقبة سلسلة إمداد معدات الوقاية الشخصية وتنسيقها، وتثبيط استخدام الأقنعة للأفراد الذين لا يحملون أية أعراض.
عندما لم يعد من الممكن لجميع العاملين في الرعاية الصحية ارتداء جهاز التنفس الصناعي N95 عند العناية بمريض COVID-19، توصي مراكز السيطرة على الأمراض بتحديد أولويات أجهزة التنفس للعمال الذين يقومون بإجراءات توليد الهباء الجوي على الأشخاص الذين لا تظهر عليهم أعراض، وأولئك الذين لا يكونون على بعد ثلاثة أقدام من شخص لا يحمل عَرَض. في ظل هذه الظروف، يكون إخفاء المرضى المصاحبين بالأعراض باستخدام قناع جراحي والحفاظ على مسافة بعيدة عن المريض هامين بشكل خاص لتقليل خطر انتقال المرض. وعندما لا تترك أجهزة التنفس الاصطناعي، فإن العمال المعرضين لخطر الإصابة بمرض خطير قد يُستبعدون من رعاية المرضى، وقد يفضل العمال الذين استرجعوا العلاج السريري من المرض COVID-19 رعاية المرضى.يمكن أيضًا استخدام المراوح المحمولة المزودة بفلاتر HEPA لزيادة التهوية في غرف العزل عند استخدام أقنعة جراحية بدلاً من أجهزة التنفس الاصطناعي. إذا لم تتوفر أجهزة التنفس الاصطناعي أو الأقنعة الجراحية كملاذ أخير، فقد يكون من الضروري أن يستخدم العاملون في مجال الرعاية الصحية أقنعة لم يتم تقييمها أو الموافقة عليها من قبل هيئة الصحة الوطنية أو الأقنعة المنزلية الصنع، مثل أقنعة الوجه المصنوعة من القماش، على الرغم من توخي الحذر عند التفكير في هذا الخيار.

### إزالة التلوث
لا يتم اعتماد أجهزة التنفس ذات الوجه والفلترة التي يمكن التخلص منها مثل أقنعة N95 لإزالة التلوث وإعادة الاستخدام الروتيني كمعيار للرعاية. بيد أن إزالة التلوث وإعادة الاستخدام قد يلزم اعتبارهما إستراتيجية للقدرة على مواجهة الازمات لضمان استمرار توافرهما.
وقد بذلت جهود لتقييم طرق تنظيف الكمامات في حالات نقص في حالات الطوارئ، على الرغم من أن هناك مخاوف من أن يؤدي ذلك إلى خفض أداء المرشح، أو التأثير على ملاءمة القناع عن طريق تشويه القناع. وقد نشر باحثون من جامعة ديوك طريقة لتنظيف أجهزة التنفس الصناعي N95 دون أن يضاربهم باستخدام بيروكسيد الهيدروجين المتبخر للسماح بإعادة الاستخدام لعدد محدود من المرات. تلقت باتيل تصريح استخدام طارئ من إدارة الغذاء والدواء الأمريكية لتعقيم أقنعة N95
لا تملك OSHA حاليًا أي معايير لتطهير أقنعة N95. وتوصي اللجنة الوطنية للسلامة والصحة والسلامة بأن تستخدم خلال حالات النقص الكمامات النانوذية N95 خمس مرات دون تنظيفها، طالما لم يتم تنفيذ إجراءات توليد الهباء الجوي، ولم تلوث الكمامات بسوائل الجسم لدى المرضى. يمكن تقليل التلوث عن طريق ارتداء واقي الوجه القابل للتنظيف فوق جهاز تنفس N95، وكذلك استخدام قفازات نظيفة عند ارتداء قفازات N95 مستعملة وفحص منع التسرب والتخلص من القفازات بعد ذلك مباشرة. ووفقا لمركز السيطرة على الأمراض، فإن الإشعاع فوق البنفسجي الملوث بالاشعة، وبيروكسيد الهيدروجين المتبخر، والحرارة الرطبة، أظهر أكثر السبل وعودا كوسائل محتملة لإزالة التلوث من أقنعة N95 وغيرها من أجهزة التنفس الاصطناعي الفلترة.

### التباين مع القناع الجراحي
القناع الجراحي هو جهاز حر التركيب يُستخدم لمرة واحدة، مما يخلق حاجزًا ماديًا بين فم وفم المرتدي والملوثات المحتملة في البيئة المباشرة. إذا تم ارتدائه بشكل صحيح، فإن الهدف من القناع الجراحي هو المساعدة في منع القطرات الكبيرة الجسيم أو الطرطشة أو الرذاذ أو البقع التي قد تحتوي على فيروسات وجراثيم. قد تساعد الأقنعة الجراحية أيضًا في تقليل تعرض اللعاب وإفرازات التنفس الخاصة بمرتدي الثوب للآخرين.
لا يقوم القناع الجراحي، حسب التصميم، بتصفية أو حظر جزيئات صغيرة جدًا في الهواء يمكن نقلها بواسطة السعال أو العطس أو بعض الإجراءات الطبية. كما لا توفر الأقنعة الجراحية حماية كاملة من الجراثيم وغيرها من الملوثات بسبب التركيب غير المثبت بين سطح قناع الوجه والوجه. يمكن أن تتراوح كفاءة تجميع مرشحات القناع الجراحية من أقل من 10% إلى ما يقرب من 90% لأقنعة جهات التصنيع المختلفة عند قياسها باستخدام معلمات الاختبار لشهادة NIOSH. ومع ذلك، وجدت دراسة أنه حتى بالنسبة للأقنعة الجراحية التي تحتوي على مرشحات «جيدة»، فإن 80–100% من المرضى قد فشلوا في اختبار ملاءمة نوعية مقبول من قبل OSHA، وأظهر اختبار كمي تسرب بنسبة 12–25%.
توصي المراكز الأمريكية لمكافحة الأمراض والوقاية منها باستخدام أقنعة جراحية في الإجراءات التي يمكن أن يكون فيها جيل من الهباء الجوي من مرضع، إذا كان من الممكن أن تسبب الهباء الجوي الصغير مرضاً للمريض.

## التاريخ
إن أسلاف N95 لديهم العديد من أسلافهم التاريخيين. كان أحدها عبارة عن تصميم لوجه قماشي من قِبَل ليان تي وو، الذي كان يعمل لصالح المحكمة الإمبراطورية الصينية في خريف عام 1910 أثناء تفشي وباء منشوريا. هو كان الأولى أنّ يحمي مستعملات من جراثيم في [بروغرتيبل تست] ، ويستوحى أقنعة يستعمل أثناء ال 1918 إنفلونزا [بندميك]. وكان من بين من سبقه أقنعة الغاز التي تم تطويرها أثناء الحرب العالمية الأولى، والتي تم تكييفها بحيث يمكن استخدامها من قِبَل عمال المناجم. كانوا قابلا لإعادة الاستخدام ولكن ضخم وغير مريح بسبب مرشحات الزجاج الليفي والبناء المطاطي الثقيل.
وفي السبعينات، وضع مكتب المناجم والمكتب الوطني لسوكات التنفس الصناعي في العالم الصناعي معايير للأقنعة الأحادية الاستخدام، ووضعت 3M أول جهاز تنفس من طراز N95 وتمت الموافقة عليه في عام 1972. استخدمت شركة 3M عملية نفخ الانصهار التي كانت قد طوّرت عقودًا قبل استخدامها في منتجات مثل الثنيات الجاهزة والشريط وأكواب حمالة الصدر؛ وكان استخدامها في مجموعة واسعة من المنتجات رائدًا من قبل المصمم سارة ليتل تورنبول.
تم تصميم أقنعة N95 في الأصل للاستخدام الصناعي، وأصبحت معيارًا للرعاية الصحية بعد تقنية منع الفيروسات التي اخترعها الأستاذ بجامعة تينيسي بيتر تساي، وتم الحصول على براءة اختراع في عام 1995. [أنتي] - طوّرت تكنولوجيا فيروسيّة كان أولى أن يمنع الانتشار من مرض سلّ [دروغ-رسستنت]. بعد بداية وباء COVID-19، أنهى تساي تقاعده للمساعدة في تخفيف النقص المرتبط بوباء الفيروس التاجي 2019-20، من خلال البحث في إزالة التلوث بقناع N95.
توقفت العديد من الشركات الأمريكية عن إنتاج أقنعة N95 في العقد الأول من القرن الحالي بسبب تكاليف التقاضي والمنافسة الأجنبية.

### 2020 جائحة فيروس كورونا
وكانت الأقنعة قصيرة العرض وكانت عالية الطلب أثناء وباء COVID-19، مما تسبب في زيادة الأسعار وتفريدها، مما أدى في كثير من الأحيان إلى مصادرة الأقنعة. وكان إنتاج أقنعة N95 محدودا بسبب القيود المفروضة على توريد قماش البولي بروبيلين غير المحبوك (الذي يستخدم كمرشح رئيسي) وكذلك توقف الصادرات من الصين. وتسيطر الصين على 50% من الإنتاج العالمي من الأقنعة، وفي مواجهة وباء فيروس التاجي، خصصت كل إنتاجها للاستخدام المحلي، الأمر الذي سمح فقط للصادرات من خلال المساعدات الإنسانية المخصصة من قِبَل الحكومة.
ومع تقييد عدد متزايد من البلدان لتصدير أقنعة N95، كانت لدى نوفو تكسبلاز في كولومبيا البريطانية خطط لتصبح الشركة المصنعة رقم واحد في كندا. كما تخطط شركة AMD Medicom في كيبيك لتصبح ثاني شركة مصنعة كندية للأقنعة N95، مع عقد لتوريد حكومة كندا.
وفي مارس/آذار 2020، طبق الرئيس دونالد ترامب قانون الإنتاج الدفاعي ضد الشركة الأميركية 3M التي تسمح لوكالة إدارة الطوارئ الفيدرالية بالحصول على أكبر عدد ممكن من الكمامات النانوالية (N95) التي تحتاجها من 3M. في أوائل أبريل/نيسان 2020، زعم السياسي في برلين أندرياس جيسيل أن شحنة من 200 ألف أقنعة من إنتاج شركة 3M الأميركية في الصين قد تم اعتراضها في بانكوك وتم تحويلها إلى الولايات المتحدة. وقالت رئيسة شرطة برلين باربارا سلاويك إنها تعتقد أن «هذا يتعلق بحظر الحكومة الأميركية على التصدير». غير أن شرطة برلين صححت نفسها فيما بعد وأكدت أن السلطات الأمريكية لم تستولي على الشحنة، ولكن قيل إنها اشترت بسعر أفضل، ويعتقد على نطاق واسع أنها من تاجر ألماني أو الصين.